# Río Colu
El río Colu o Colo es un curso natural de agua que nace en el lago Popetán, al oriente de la isla de Chiloé, cerca de Quemchi, fluye primero en dirección oeste para luego girar hacia el sur y finalmente hacia el oriente hasta formar un estero que desemboca en el mar interior de Chiloé.

## Trayecto
Su trayecto alcanza 16.98 km y su cuenca se extiende por 77,31 km².: 30 

## Historia
Luis Risopatrón lo describe brevemente en su Diccionario Jeográfico de Chile de 1924:
Colu (Rio) 42° 15' 73° 25'. Es de corto curso i poco caudal, nace en la laguna de Popetan, serpentea hácia el SE, se pierde en un bosque espeso, se encorva al E i NE i desagua en el estero de aquel nombre, de la costa E de la isla de Chiloé; es accesible por lanchas i botes, con el flujo de la marea. 1, VIII, p. 114; i XXI, p. 100; 60, p. 444; i 155, p. 162; i esteró en 156.

## Población, economía y ecología
Pasa por los sectores de El Valle y Montemar y ya como estero, por el sector de Colo o San Antonio de Colo, donde existe una iglesia de madera declarada Patrimonio de la Humanidad por la Unesco.